# 胡安·米格尔·罗德里格斯
胡安·米格尔·罗德里格斯（西班牙語：Juan Miguel Rodríguez，1967年5月26日—），古巴男子射击运动员。他曾代表古巴参加1996年、2000年、2004年和2016年夏季奥林匹克运动会射击比赛，其中2004年奥运会获得一枚铜牌。